# Ян Ассман
Ян Ассман (нім. Jan Assmann, 7 липня 1938, Ланґельсгайм — 19 лютого 2024) — німецький єгиптолог, історик релігії та культури, один з авторів концепції колективної пам'яті.

## Життєпис
Вивчав єгиптологію та класичну археологію у Мюнхені, Гайдельберзі, Парижі та Ґетінґені. Упродовж 1966—1967 років був співробітником Німецького археологічного інституту в м. Каїр, де продовжив працювати незалежним науковцем з 1967 до 1971 роки. З 1967 року проводив археологічні розкопки в Уасеті. Після габілітації у 1971 році йому було присуджено звання професора єгиптології в Гейдельберзькому університеті у 1976 році, де й він викладав до свого звільнення у 2003 році. Після відставки йому було присуджено звання почесного професора культурології Констанцького університету, де й він працював до своїх останніх днів.
У 1990-х роках разом із дружиною Алейдою Ассман, Ян Ассман розробив теорію культурної і комунікативної пам'яті, чим привернув увагу міжнародної наукової спільноти. Запрошений професором до університетів Парижу, Єрусалиму, Г'юстону, Чикаґо та Єльського університету.

## Наукові інтереси
Об'єктом дослідження Ассмана виступає проблематика релігії та колективної пам'яті в давніх і нових суспільствах. Разом з дружиною, історикинею з культури Алейдою Ассман, публікує і коментує праці Якоба Таубеса. Наголошує на значному впливові єгипетської релігії на монотеїстичний юдаїзм. Як єгиптолог, сконструював новий контрастний образ між Єгиптом та Західною релігією; дослідив зв'язки між Давнім Єгиптом та Ізраїлем. Пояснив витоки сучасної пам'яті, джерела якої слід шукати в Стародавньому Єгипті, Ізраїлю та Греції. Також прослідкував пам'ять про Єгипет в Європейському науковому дискурсі. Окрім цього, відомий дослідженнями принципів монотеїзму і поясненні основ Західної релігії.
Ян та Алейда Ассман — автори дослідження «Канон та цензура», яке було реалізоване в однойменному збірникові про літературу як соціальну систему, опублікованому в 1987 році. Цей збірник вміщує результати двох конференцій наукової групи «Археологія літературної комунікації», до складу якої входили Губерт Канцик, Гільдегард Канцик-Ліндемайер, Алоіс Хаі, Рудольф Вагнер, Бернгард Ланг, Моше Бараш, Петер фон Моос, Ганг Юрген Люзебрінг, Ренате Лахманн, Вальтер Гауг, а також подружжя Ян та Алейда Ассман. Дослідники різних напрямків зосереджували увагу на міждисциплінарному підході до вивчення та моделювання системи, яка б пояснила те, як функціонує література як соціальна система, а як результат і вся культура.
Для опису явища даної системи автори залучають понятійний апарат, в основі якого лежать терміни «канон» та «цензура», але які виконують тільки нейтрально-описову функцію. У збірнику представлені різні типи канонізації, які являють собою весь механізм чи систему, у межах якої розвивається література як частина культурної пам‘яті. Автори виокремлюють інстанції цензури, збереження текстів та символів, останні з яких перегукуються з теорією Юрія Лотмана про культуру правил (дане дослідження можна знайти у працях Юрія Лотмана — «рос. О семиотическом механизме культуры», а також «рос. Память в культурологическом освещении»). Використання даних понять слугує тим, що розуміння культури являє собою систему неперервності і варіацій, розуміння її як пам'яті.
Варто звернути увагу, що автори на етапі характеристики культури як пам'яті виокремлюють останню як зафіксовану у сховищах, стійких до впливу часу. Таким чином, Ян Ассман відрізняє культурну пам'ять від «комунікативної пам'яті» Моріса Хальбвакса, яка включала в себе обмежений в часі простір, а також усні чи реально діючі конкретні форми передачі інформації.
Культурна пам'ять. Згідно з Яном Ассманом, культурна пам'ять є чимось більшим ніж пам'ять окремої людини, оскільки сягає за межі індивідуальної сфери; її сутність передається інституціолізованими механізмами від покоління до покоління у межах окремого суспільства.
Якщо комунікативній пам'яті притаманна близькість до повсякдення, то культурній пам'яті властива відстороненість від сьогодення. Головна характеристика культурної пам'яті — це розміщення поза межами повсякдення в усталених точках простору, що не змінюється з плином часу. Ці точки є значущими подіями минулого, пам'ять про яке зберігається у культурних структурах (текстах, пам'ятках, ритуалах), які ми називаємо «фігурами пам'яті». З точки зору Ассмана, увесь єврейський календар заснований на цих «фігурах пам'яті». У ході повсякденної комунікації, як наприклад святкування, ритуали, поезія, образи, формуються «осередки пам'яті», які знаходяться поза часовим простором. Процес творення цих осередків Ассман називає «культурною об'єктивізацією». Таким чином, згідно Асманна, теорія культурної пам'яті поєднує у собі три полюси — пам'ять (або синхронізоване минуле), культуру, та групу (суспільство). Виходячи з цього, науковець виокремлює такі основні властивості культурної пам'яті.
У дотичному дослідженні «Колективна пам'ять та культурна ідентичність» Ян Ассман узагальнив своє бачення культурної пам'яті у вигляді кількох положень:
1. конкретність ідентичності — тобто вміння відрізнити себе від інших;
2. реконструктивність — ідентифікація себе відповідно до однієї актуальної ситуації;
3. оформленість — культурна пам'ять перенесена у форми шрифтів, малюнків, зразки тощо;
4. організованість — прояв у вигляді церемоній, можливо професійної діяльності (бібліотекар);
5. зобов'язання — культурна пам'ять має надати оцінку і зробити сортування за ієрархією змісту явища;
6. рефлективність — практики та особисте уявлення про себе.

Загалом, з теорії Яна та Алейди Ассмана можна зауважити, що культурна пам'ять існує в рамках рефлексованих канонів, тобто в чітко визначеному процесі передачі сакральних знань. Відповідно, канонізація — це своєрідний спосіб творення ідентичності через тексти, архітектуру тощо. Як підсумок, можна сказати, що культурний процес має форму гіполепсису, тобто повторення з варіаціями.
Комунікативна пам'ять. 
Якщо Моріс Хальбвакс пояснював комунікативну пам'ять як різновид колективної пам'ять, яка є сукупністю індивідуальних пам'ятей і твориться індивідом під впливом суспільства і визначеної соціальної групи за умови повсякденної комунікації, то Ян Ассман розвинув цю ідею і наголосив, що комунікативна пам'ять є обмеженою у часі, тобто існує тут і зараз. З точки зору усної історії, цей часовий простір не поширюється на більше ніж 80 років; він переміщується паралельно з плином часу. У колективної пам'яті немає фіксованої точки, яка пов'язала би її з минулим. Точки опори можна  досягти лише культурною структурою; отже, вона знаходиться поза межами неформальної повсякденної пам'яті.
Комунікативна пам'ять не є інституалізованою; вона не підтримується інституціями освіти або інтерпретації; її не розвивають спеціалісти, вона не святкується з урочистостями; вона не є формалізованою чи усталеною за допомогою будь-яких форм матеріальної символізації. Комунікативна пам'ять існує лише у сфері повсякденної взаємодії та комунікації. Разом з тим, цьому виду пам'яті властиві певні рамки, «комунікативні жанри», традиції спілкування і усталеної тематики, а також стійких зв'язків, що пов'язують між собою сім'ї, групи, і покоління. Зміна цих рамок призводить до забуття, а тривалість пам'яті залежить від стійкості цих зв'язків.
Узагальнюючи, можна вказати на основні відмінності між комунікативною та культурною пам'яттю. За змістом, комунікативна пам'ять є історією, що окреслена рамками автобіографічної пам'яті, недалеким минулим; культурна є міфічною історією, подіями в абсолютному минулому. За формою, комунікативна пам'ять характеризується неформальністю традицій і жанрів повсякденного спілкування; культурній пам'яті властивий високий ступінь формалізації, церемоніальної комунікації. Щодо засобів, то комунікативна пам'ять є живою, з використанням вернакуляру; культурна ж існує в текстах, символах, танцях, ритуалах, виставах широкої розмаїтості, у класичному чи формалізованою в будь-який інакший спосіб мовою. За часовими межами, комунікативна пам'ять сягає 80-100 років або ж охоплює 3-4 покоління; культурна пам'ять охоплює абсолютне минуле, міфічний споконвічний час, «3000 років». Врешті, за структурою, комунікативна пам'ять є розсіяною; культурна ж є ієрархічно структурованою.

## Визнання
- Премія  Макса Планка (1996),
- Премія німецьких істориків (1998).
- Почесний доктор теології в Мюнстер і (1998),
- почесний доктор Єльського (2004) і
- почесний доктор Єрусалимського (2005) університетів.
- Європейська премія Шарля Вейонна за есеїстику (2007)
- член Гайдельберзької академії наук

та інші нагороди.

## Праці
- (нім.)Ägyptische Hymnen und Gebete. Artemis & Winkler Verlag 1975, ISBN 3-7608-3501-5 Ägyptische Hymnen und Gebete (Orbis Biblicus et Orientalis), 1999
- (нім.)Re und Amun. Die Krise des polytheistischen Weltbilds im Ägypten der 18.-20. Dynastie (Orbis Biblicus et Orientalis 51). Fribourg and Göttingen 1983
- (нім.)Ägypten. Theologie und Frömmigkeit einer frühen Hochkultur. Stuttgart: Kohlhammer Verlag (Urban-Taschenbücher Band 366), 1984
- (нім.)Das kulturelle Gedächtnis. Schrift, Erinnerung und politische Identität in frühen Hochkulturen, C. H. Beck München 1992, ISBN 3-406-36088-2 (выдержала 6 изданий)
- (нім.)Ma'at. Gerechtigkeit und Unsterblichkeit im Alten Ägypten. C. H. Beck München 1995, ISBN 3-406-39039-0
- (нім.)Stein und Zeit. Mensch und Gesellschaft im alten Ägypten, Wilhelm Fink Verlag München 1995, 2. Auflage, ISBN 3-7705-2681-3
- (нім.)Ägypten. Eine Sinngeschichte, Carl Hanser München 1996, ISBN 3-446-18522-4
- (нім.)Moses der Ägypter. Entzifferung einer Gedächtnisspur. Carl Hanser München 1998, ISBN 3-446-19302-2
- (нім.)Religion und kulturelles Gedächtnis, C. H. Beck München 2000, ISBN 3-406-45915-3
- (нім.)Herrschaft und Heil. Politische Theologie in Ägypten, Israel und Europa. Carl Hanser München 2000, ISBN 3-446-19866-0
- (нім.)Weisheit und Mysterium. Das Bild der Griechen von Ägypten, C. H. Beck München 2000, ISBN 3-406-45899-8
- (нім.)Der Tod als Thema der Kulturtheorie, Suhrkamp Frankfurt am Main 2001, ISBN 3-518-12157-X
- (нім.)Die Mosaische Unterscheidung oder Der Preis des Monotheismus, Carl Hanser München 2003, ISBN 3-446-20367-2
- (нім.)Tod und Jenseits im Alten Ägypten, C. H. Beck München 2003, ISBN 3-406-49707-1
- (нім.)Religionsphilosophische Schriften von Plutarch., Artemis & Winkler 2003, ISBN 3-7608-1728-9, Hrsg. mit Herwig Görgemanns und Reinhard Feldmeier
- (нім.)Die Zauberflöte. Oper und Mysterium., Carl Hanser München 2005, ISBN 3-446-20673-6
- (нім.)Erinnertes Ägypten , Kulturverlag Kadmos Berlin 2006, ISBN 3-931-65990-9
- (нім.)Thomas Mann und Ägypten. Mythos und Monotheismus in den Josephsromanen , C. H. Beck München 2006, ISBN 3-406-54977-2
- (нім.)Monotheismus und die Sprache der Gewalt, Picus Verlag Wien 2006, ISBN 3-854-52516-8
- (нім.)Saeculum. Jahrbuch für Universalgeschichte (begründet von Georg Stadtmüller), erscheint jeweils in zwei Halbbänden 2006 im 57. Jahrgang im Böhlau Verlag Köln, ISSN 0080-5319 (Mitherausgeber 2006)

## Публикації українською мовою
- Ассман А. Простори спогаду. Форми трансформації культурної пам'яті / Аляйда Ассман; пер. з нім. К.Дмитренко, Л.Доронічева, О.Юдін. — К.: «Ніка-Центр», 2012. — 440 с. — (Серія «Зміна парадигми»; вип. 15) — ISBN 978-966-521-609-4.